# Olympische Winterspiele 2018/Eisschnelllauf – Teamverfolgung (Frauen)
Die Teamverfolgung der Frauen im Eisschnelllauf bei den Olympischen Winterspielen 2018 wurde vom 19. bis 21. Februar 2018 im Gangneung Oval ausgetragen.

## Rekorde

### Bestehende Rekorde
| Weltrekord         | Miho Takagi, Ayano Satō, Nana Takagi ( Japan)               | 2:50,87 min | Salt Lake City | 8. Dezember 2017 |
| Olympischer Rekord | Marrit Leenstra, Jorien ter Mors, Ireen Wüst ( Niederlande) | 2:58,05 min | Sotschi        | 22. Februar 2014 |

### Neue Rekorde
| Olympischer Rekord | Antoinette de Jong, Marrit Leenstra, Ireen Wüst ( Niederlande) | 2:55,61 min | 19. Februar 2018 |
| Bahnrekord         | Antoinette de Jong, Marrit Leenstra, Ireen Wüst ( Niederlande) | 2:55,61 min | 19. Februar 2018 |

## Ergebnisse

### Viertelfinale
Die Rennen wurden als Viertelfinale bezeichnet, allerdings scheiden die Verlierer nicht direkt aus, sondern wurden nach ihrer Laufzeit gelistet. Die vier besten Mannschaften qualifizierten sich für das Halbfinale.
| Rang | Lauf | Land               | Athletinnen                                                 | Zeit (min) | Qualifikation | Anmerkungen |
| ---- | ---- | ------------------ | ----------------------------------------------------------- | ---------- | ------------- | ----------- |
| 1    | 1    | Niederlande        | Antoinette de Jong Marrit Leenstra Ireen Wüst               | 2:55,61    | Halbfinale 1  | OR, TR      |
| 2    | 2    | Japan              | Ayano Satō Miho Takagi Nana Takagi                          | 2:56,09    | Halbfinale 2  |             |
| 3    | 3    | Kanada             | Ivanie Blondin Josie Morrison Isabelle Weidemann            | 2:59,02    | Halbfinale 2  |             |
| 4    | 4    | Vereinigte Staaten | Heather Bergsma Brittany Bowe Mia Manganello                | 2:59,75    | Halbfinale 1  |             |
| 5    | 2    | China              | Han Mei Hao Jiachen Li Dan                                  | 3:00,01    | C-Finale      |             |
| 6    | 3    | Deutschland        | Roxanne Dufter Gabriele Hirschbichler Claudia Pechstein     | 3:02,65    | C-Finale      |             |
| 7    | 1    | Südkorea           | Kim Bo-reum Noh Seon-yeong Park Ji-woo                      | 3:03,76    | D-Finale      |             |
| 8    | 4    | Polen              | Katarzyna Bachleda-Curuś Natalia Czerwonka Luiza Złotkowska | 3:04,80    | D-Finale      |             |

### Endrunde
|  | Halbfinale            | Halbfinale            | Halbfinale            |   |             | A-Finale              | A-Finale              | A-Finale              |
|  |                       |                       |                       |   |             |                       |                       |                       |
|  | 21. Februar 20:00 Uhr |                       |                       |   |             |                       |                       |                       |
|  | 1                     | Niederlande           | 3:00,41 min           |   |             |                       |                       |                       |
|  | 4                     | Vereinigte Staaten    | 3:07,28 min           |   |             | 21. Februar 21:58 Uhr | 21. Februar 21:58 Uhr | 21. Februar 21:58 Uhr |
|  |                       |                       |                       | 1 | Niederlande | 2:55,48 min           |                       |                       |
|  | 21. Februar 20:06 Uhr | 21. Februar 20:06 Uhr | 21. Februar 20:06 Uhr |   | 2           | Japan                 | 2:53,89 min (OR)      |                       |
|  | 2                     | Japan                 | 2:58,94 min           |   |             |                       |                       |                       |
|  | 3                     | Kanada                | 3:01,84 min           |   |             | B-Finale              | B-Finale              | B-Finale              |
|  |                       |                       |                       |   |             | 4                     | Vereinigte Staaten    | 2:59,27 min           |
|  | 3                     | Kanada                | 2:59,72 min           |   |             |                       |                       |                       |
|  |                       |                       |                       |   |             | 21. Februar 21:52 Uhr |                       |                       |

|  | C-Finale |             |             |
|  |          |             |             |
|  |          |             |             |
|  | 5        | China       | 3:00,04 min |
|  | 6        | Deutschland | 3:04,67 min |

|  | D-Finale |          |             |
|  |          |          |             |
|  |          |          |             |
|  | 7        | Südkorea | 3:07,30 min |
|  | 8        | Polen    | 3:03,11 min |

### Endstand
| Rang | Land               | Besetzung                                                                   |
| ---- | ------------------ | --------------------------------------------------------------------------- |
| 1    | Japan              | Ayano Satō Miho Takagi Nana Takagi Ayaka Kikuchi                            |
| 2    | Niederlande        | Antoinette de Jong Marrit Leenstra Ireen Wüst Lotte van Beek                |
| 3    | Vereinigte Staaten | Heather Bergsma Brittany Bowe Mia Manganello Carlijn Schoutens              |
| 4    | Kanada             | Ivanie Blondin Josie Morrison Isabelle Weidemann Keri Morrison              |
| 5    | China              | Han Mei Hao Jiachen Li Dan Han Mei                                          |
| 6    | Deutschland        | Roxanne Dufter Gabriele Hirschbichler Claudia Pechstein                     |
| 7    | Polen              | Katarzyna Bachleda-Curuś Natalia Czerwonka Luiza Złotkowska Karolina Bosiek |
| 8    | Südkorea           | Kim Bo-reum Noh Seon-yeong Park Ji-woo                                      |